# Wrażliwość (automatyka)
Wrażliwość, wrażliwość układu − w teorii sterowania, parametr określony danym wejściem i wyjściem układu. Wrażliwość mierzy jak duże zmiany na wyjściu układu powodują małe zmiany sygnału odniesienia na wejściu. 
Układy wrażliwe charakteryzują się powstawaniem bardzo dużych zmiany na wyjściu w odpowiedzi na niewielkie tylko zmiany na wejściu. Wrażliwość systemu {\displaystyle H} na sygnał wejściowy {\displaystyle X} oznacza się jako: 
{\displaystyle S_{H}^{X}(s)}